# 鶴田孫兵衛
鶴田 孫兵衛（つるた まごべい、1905年11月23日 - 1995年1月17日）は、日本の実業家。大映役員、大映興行社長。
映画監督の鶴田法男は孫。

## 経歴
明治38年（1905年）11月23日、茨城県啓蔵の三男に生まれる。
昭和2年（1927年）、河合プロに所属。昭和7年（1932年）、大都映画と改称常務となり昭和17年（1942年）、合併により大日本映画となり東京第一撮影所長東京撮影所長本社総務局次長を歴任し昭和33年（1958年）、取締役に就任す。